# Rhododendron setosum
Espèce
Rhododendron anthopogon est une espèce de plantes de la famille des Ericaceae.
Il s'agit d'un rhododendron nain, présent à l'étage subalpin de montagnes himalayennes comme le Nathu La.
Il a été décrit la première fois par David Don en 1821 dans le tome 3 de Memoirs of the Wernerian Natural History Society.